# Região de Turismo do Nordeste Transmontano
A Região de Turismo do Nordeste Transmontano foi uma das 19 regiões de turismo de Portugal. Esta abrangia a totalidade dos doze municípios do distrito de Bragança.
A região, muito procurada pelo ecoturismo, possuia 5 rotas turísticas:
- Terra Fria
- Terra Quente
- Rota do Azeite
- Rota da Amendoeira
- Rota do vinho do Porto

## Património

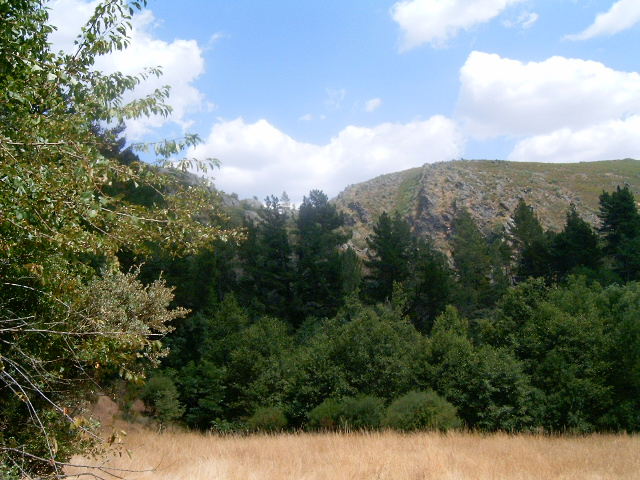
Paque Natural de Montesinho

### Geológico
Nesta zona do país há dois marcos geológicos importantes, o Maciço de Morais e o Maciço Vinhais-Bragança, constituídos maioritariamente por Rochas ultra-básicas provenientes do manto, extremamente raras à superfície terrestre.
Para além disso esta região é extremamente rica em geomorfologias:
- Planalto de Miranda do Douro
- Planalto de Mogadouro
- Vale da Vilariça
- Serra de Bornes
- Serra da Coroa
- Serra da Nogueira

### Biológico
A diversidade biológica nesta porção do país é extasiante, entre os quais se destaca, a mancha verde de sobreiral, os campos de Amendoeiras, e aves extremamente importantes como a Garça no Azibo e o Abutre do Egipto no Parque Natural do Douro Internacional. Assim com a águia-real, a Cegonha negra, o corço, o veado, o javali, a raposa e o lobo são usuais nestas paragens.

### Gastronómico
O Nordeste possui as mais saborosas receitas que se podem elaborar numa cozinha assim com os seu doces, entre os quais:
- Alheira
- Castanha
- Feijoada à transmontana
- Bolos de Bacalhau
- Rabanadas
- Posta à Mirandesa
- Cabrito de Montesinho
- Presunto
- Salpicão
- Butelo

### Cultural

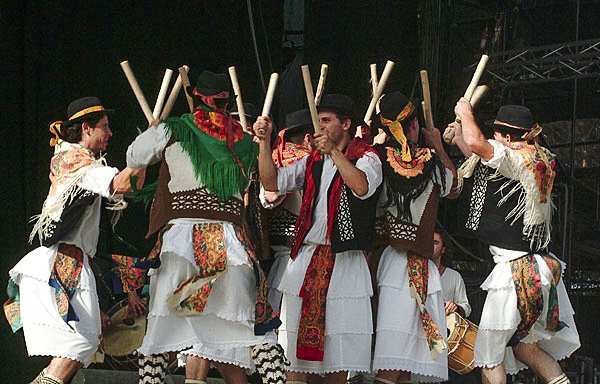
Pauliteiros de Miranda

Os povos tais como celtas, romanos, árabes, que habitaram esta zona deixaram a sua marca, em variadíssimas formas. O seu isolamento secular desta zona do país permitiu que às tradições culturais que marcam a identidade portuguesa a sobrevivência.
Entre os monumentos destacam-se:
- Museu Abade Baçal
- Museu Rural de Salselas
- Castelo de Bragança
- Pelourinhos
- Real Filatório de Chacim
- Pontes Romanas
- Solares
- Igrejas e Capelas

### Áreas protegidas
- Parque Natural do Douro Internacional
- Paisagem Protegida da Albufeira do Azibo
- Serra de Montesinho e Parque Natural de Montesinho

### Praias fluviais
Praias fluviais com bandeira azul e acessíveis a todos:
- Praia da fraga  - barragem do Azibo
- Praia da Ribeira - barragem do Azibo
- Praia da Ponte de Soeira - Rio Tuela, Vinhais

## Actividades

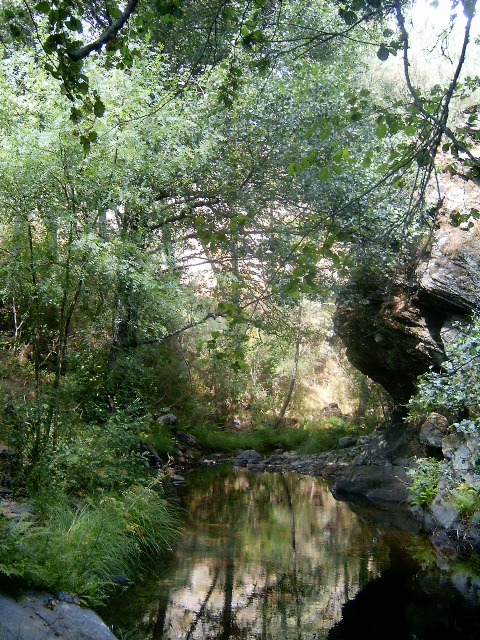
Rio Sabor no Parque Natural de Montesinho

- Pesca (albufeira, barragens e rios)
- Caça (Montarias ao javali, perdiz, lebre)
- Turismo Radical (Parapente, Asa-delta)
- Turismo Rural
  - Casa dos pimenteis
  - Casa Pimentel - Bornes, Macedo de Cavaleiros
  - Moinho do caniço - Montesinho, Bragança
  - Quinto Diogo vaz - Torre de Moncorvo
  - Saldonha - Alfândega da Fé
- Percursos pedestres
  - Circuito da serra de Bornes
  - Circuito da barragem do Azibo
  - Circuito do Parque Natural de Montesinho